# LPGAT1
LPGAT1 (англ. Lysophosphatidylglycerol acyltransferase 1) – білок, який кодується однойменним геном, розташованим у людей на 1-й хромосомі. Довжина поліпептидного ланцюга білка становить 370 амінокислот, а молекулярна маса — 43 089.
| 10         |  | 20         |  | 30         |  | 40         |  | 50         |
| ---------- |  | ---------- |  | ---------- |  | ---------- |  | ---------- |
| MAITLEEAPW |  | LGWLLVKALM |  | RFAFMVVNNL |  | VAIPSYICYV |  | IILQPLRVLD |
| SKRFWYIEGI |  | MYKWLLGMVA |  | SWGWYAGYTV |  | MEWGEDIKAV |  | SKDEAVMLVN |
| HQATGDVCTL |  | MMCLQDKGLV |  | VAQMMWLMDH |  | IFKYTNFGIV |  | SLVHGDFFIR |
| QGRSYRDQQL |  | LLLKKHLENN |  | YRSRDRKWIV |  | LFPEGGFLRK |  | RRETSQAFAK |
| KNNLPFLTNV |  | TLPRSGATKI |  | ILNALVAQQK |  | NGSPAGGDAK |  | ELDSKSKGLQ |
| WIIDTTIAYP |  | KAEPIDIQTW |  | ILGYRKPTVT |  | HVHYRIFPIK |  | DVPLETDDLT |
| TWLYQRFVEK |  | EDLLSHFYET |  | GAFPPSKGHK |  | EAVSREMTLS |  | NLWIFLIQSF |
| AFLSGYMWYN |  | IIQYFYHCLF |  |            |  |            |  |            |

A: Аланін

C: Цистеїн

D: Аспарагінова кислота

E: Глутамінова кислота

F: Фенілаланін

G: Гліцин

H: Гістидин

I: Ізолейцин

K: Лізин

L: Лейцин

M: Метіонін

N: Аспарагін

P: Пролін

Q: Глутамін

R: Аргінін

S: Серин

T: Треонін

V: Валін

W: Триптофан

Кодований геном білок за функціями належить до трансфераз, ацилтрансфераз. 
Задіяний у таких біологічних процесах, як метаболізм ліпідів, біосинтез ліпідів. 
Локалізований у мембрані, ендоплазматичному ретикулумі.